# Kovač (riba)
Kovač (znanstveno ime Zeus faber) je morska riba iz družine kovačev.

## Opis
Glavna značilnost kovača je velika temna pega na boku, ki naj bi jo po legendi dobil na mestu, kjer ga je z umazanimi rokami prijel sveti Peter. Ker naj bi bila po legendi ta riba edina v Petrovi mreži, jo je vrgel nazaj in vsem njenim potomcem pustil temno znamenje na tem mestu. Po njem naj bi se riba tudi imenovala. Francozi in Italijani zato kovača imenujejo sanpiero, pa tudi mnogo drugih narodov ima za to ribo ime, povezano s tem svetnikom.
Po drugi legendi so Zevsovim konjem odpadle podkve, te pa so padle z neba na obalo. Zevs je prosil Hefajsta za nove podkve, vendar ga je ta zavrnil, Zevs pa jih sam ni znal skovati. Ko Zevs sede na obalo, mu v roke skoči riba in jo zaužije. Iz njenih kosti prepozna kovaško orodje: iz zgornjega dela glave je izoblikoval kladivo, iz ene izmed kosti v čeljusti kovaške klešče, iz čeljusti nakovalo, iz reber pa podkve in žeblje. Tako je Zevs kovače razglasil za Zevsove ribe, vendar pa se je zaradi Pozejdonove premoči v morskem kraljestvu pridevnik »Zevsov« izgubil, ostal pa je samo »kovač«.
Kovač je dokaj velika riba, ki doseže tudi več kilogramov. Ima zelo visoko, bočno stisnjeno telo in veliko, koščeno glavo. Na glavi ima velike oči in močne, iztegljive čeljusti. Na hrbtu in trebuhu ima dolge koščene plavuti in dolge kožne priveske.

## Habitat in razširjenost
Kovač živi na peščenem in blatnem dnu v Sredozemlju, vzhodnem Atlantskem oceanu, pa tudi v Jadranu. Vse življenje preživi v večjih globinah in se nikoli ne dvigne na površje. Kovač je dober plavalec in se prehranjuje z manjšimi ribami, pa tudi drugimi drobnimi morskimi živalmi, ki jih najde na morskem dnu.
Lovijo ga vse leto z mrežami vlečnicami, pa tudi s trnki. Kovač sodi med najbolj okusne morske ribe in ima belo, sočno meso. Med primorci velja za največjo poslastico kovačeva glava. Največ ga pripravljajo kuhanega, pogosto tudi v brodetu. Včasih kovača odrejo in iz njega pripravijo dva velika zrezka, ki jih nato pripravijo na različne načine.